# Allocrangonyx
Allocrangonyx là một chi động vật giáp xác bộ bộ chân hai loại ở Hoa Kỳ. Cả hai loài trong chi này đều được IUCN xếp vào loài dễ tổn thương.